# Fist of the North Star: Ken's Rage
Fist of the North Star: Ken's Rage (北斗無双, Hokuto Musô au Japon) est un jeu vidéo de type hack 'n' slash, édité par Koei Tecmo et développé par Tecmo sur PlayStation 3 et Xbox 360. Il est sorti le 25 mars 2010 au Japon.
Il s'agit d'une adaptation vidéoludique du manga connu en France sous le nom de Ken le Survivant.

## Synopsis
Le jeu propose d'incarner Kenshiro, le successeur du légendaire art martial Hokuto Shinken. Par la suite, le joueur aura la possibilité de vivre l'histoire de plusieurs autres combattants, en incarnant notamment Raoh, Toki et Rei, au travers d'une soixantaine de niveaux dans l'emblématique univers post-apocalyptique de la série.

## Personnages jouables
- Kenshiro : le personnage principal. Le plus jeune des quatre frères et véritable successeur du style Hokuto Shinken.
- Rei : maître du Nanto Suichōken. L'un des six successeurs du style Nanto Seiken.
- Mamiya : Une fière combattante armée d'une arbalète, dont les parents ont été tués par Yuda.
- Toki : l'un des quatre successeurs potentiels du style Hokuto Shinken.
- Shin : maître du Nanto Koshūken, c'est lui qui inflige ses sept cicatrices à Kenshiro.
- Jagi : l'un des quatre successeurs potentiels du style Hokuto Shinken.
- Thouzer : maître du Nanto Hō-Ō Ken. Autoproclamé Saint Empereur.
- Raoh : l'un des quatre successeurs potentiels du style Hokuto Shinken. C'est le frère aîné.
- Heart : l'un des quatre lieutenants de Shin.

## Réception critique
Si le jeu était attendu avec enthousiasme, la critique lors de sa sortie en France est assez mitigée. Le jeu accumule en effet beaucoup de défauts, dont des graphismes en dessous de la moyenne, une jouabilité pauvre et des combats très répétitifs.
Toutefois, malgré sa réalisation inégale, le jeu s'impose dans la bonne moyenne des "beat them up", notamment par son scénario très fidèle à l'œuvre originale, la possibilité d'incarner plusieurs personnages emblématiques de la série et ses coups spéciaux ultra-violents (des qualités qu'on retrouvera dans Fist of the North Star: Ken's Rage 2 , sur les mêmes supports).

## Ventes
À sa sortie, le jeu se place premier des ventes japonaises, Koei ayant distribué 500 000 exemplaires du jeu rien que pour l'archipel japonais.